# Philipp Erhardt
Philipp Erhardt (* 10. September 1993) ist ein österreichischer Fußballspieler.

## Karriere
Erhardt begann seien Karriere beim SC Rust. Zur Saison 2003/04 wechselte er zum SC Eisenstadt. Zur Saison 2007/08 kam er in die AKA Burgenland, in der er bis 2011 sämtliche Altersstufen durchlief. In der Saison 2008/09 absolvierte er für seinen Stammklub SV Mörbisch elf Spiele in der sechstklassigen 1. Klasse. Ab 2010 war Erhardt bei der SV Mattersburg gemeldet. Im November 2010 debütierte er gegen den SC-ESV Parndorf 1919 für deren Amateuren in der Regionalliga. In der Saison 2010/11 kam er zu acht Einsätzen in der dritthöchsten Spielklasse. Nach der Saison 2010/11 verließ er auch die Akademie. In der Saison 2011/12 kam er zu 27 Regionalligaeinsätzen für Mattersburg II. Im März 2012 stand er zudem gegen den SK Rapid Wien erstmals im Profikader der Burgenländer.
In der Saison 2012/13 absolvierte Erhardt 23 Drittligaspiele. Im März 2014 debütierte er schließlich für die erste Mannschaft von Mattersburg in der zweiten Liga, als er am 20. Spieltag der Saison 2013/14 gegen den SV Horn in der 64. Minute für Sven Sprangler eingewechselt wurde. Bis Saisonende kam er zu drei Zweitligaeinsätzen und 17 für die Amateure in der Regionalliga. Mit Mattersburg stieg er 2015 als Zweitligameister in die Bundesliga auf, in der Aufstiegssaison 2014/15 kam er zu einem Einsatz. Für die Amateure absolvierte er in jener Spielzeit 22 Spiele in der Regionalliga, aus der Mattersburg II allerdings am Saisonende abstieg. Nach dem Aufstieg gab er im August 2015 sein Debüt in der höchsten Spielklasse, als er am dritten Spieltag der Saison 2015/16 gegen die SV Ried in der 87. Minute für Alois Höller ins Spiel gebracht wurde. Bis Saisonende kam er zu fünf Bundesligaeinsätzen und spielte zudem zwölf Mal für die Amateure in der Burgenlandliga. In der Saison 2016/17 konnte er sich schließlich als Stammspieler bei den Burgenländern etablieren. Im November 2016 erzielte er zudem bei einem 2:1-Sieg gegen den FC Red Bull Salzburg sein erstes Tor im Profibereich. In jener Spielzeit kam er zu 25 Bundesligaeinsätzen und fünf Einsätzen in der vierthöchsten Spielklasse für die Zweitmannschaft.
In der Saison 2017/18 folgten 22 Bundesligaeinsätze. In der Spielzeit 2018/19 kam er zu 30 Einsätzen in der höchsten Spielklasse und erreichte zudem mit Mattersburg das Playoff um einen Europacupplatz, in dem man jedoch in der ersten Runde am SK Rapid Wien scheiterte. In der Saison 2019/20 absolvierte er abermals 30 Bundesligaspiele. Nach 112 Bundesliga- und vier Zweitligapartien für die Burgenländer wechselte er zur Saison 2020/21 nach Deutschland zum Drittligaaufsteiger Türkgücü München. Für die Münchner kam er in der Saison 2020/21 zu 29 Einsätzen in der 3. Liga. Nach der Saison 2020/21 verließ Erhardt den Verein wieder.
Daraufhin kehrte er zur Saison 2021/22 nach Österreich zurück und schloss sich dem Bundesligisten TSV Hartberg an, bei dem er einen bis Juni 2023 laufenden Vertrag erhielt. Insgesamt kam er zu 20 Bundesligaeinsätzen für den TSV, die er allesamt in der Saison 2021/22 machte. Nach der Saison 2022/23 verließ er die Steirer. Daraufhin wechselte er zur Saison 2023/24 zum Regionalligisten ASV Draßburg.